# Orobanche reticulata
Il succiamele del cardo (nome scientifico Orobanche reticulata Wallr., 1825) è una pianta parassita, appartenente alla famiglia delle Orobanchaceae.

## Etimologia
Il nome generico (Orobanche) deriva da due termini greci òrobos (= legume) e anchéin (= strozzare) e indicano il carattere parassitario di buona parte delle piante del genere di questa specie soprattutto a danno delle Leguminose (nell'antica Grecia questo nome era usato per una pianta parassita della "veccia" - Vicia sativa). L'epiteto specifico (reticulata) indica la presenza sul fiore di vistose venature reticolate.
Il binomio scientifico della specie è stato definito dal botanico germanico Karl Friedrich Wallroth (1792 - 1857) nella pubblicazione "Orobanches Generis Diaskeue [romanized] ad Carolam Mertensium. Francofurti ad Moenum : F. Wilmans. - 42. 1825" del 1825.

## Descrizione
Queste piante sono alte da 2 a 4 dm (massimo 8 dm). La forma biologica è terofita parassita (T par), sono piante erbacee che differiscono dalle altre forme biologiche poiché, essendo annuali, superano la stagione avversa sotto forma di seme e sono munite di asse fiorale eretto e spesso privo di foglie. In questa specie sono presenti anche piante con forme biologiche perenni tipo geofite parassite (G par), sono piante provviste di gemme sotterranee e radici che mostrano organi specifici per nutrirsi della linfa di altre piante. Inoltre non contengono clorofilla per cui nel secco si colorano di bruno.

### Radici
Le radici sono fascicolate e si diramano da un bulbo o rizoma centrale. Nella parte finale sono provviste di austori succhianti che parassitano l'apparato radicale delle piante ospiti.

### Fusto
La parte aerea del fusto è eretta e semplice (non ramosa), angolosa e subglabra. Gli scapi terminali sono sempre fioriferi (mai sterili).

### Foglie
Le foglie sono ridotte a delle squame spiralate ed hanno delle forme lanceolate. Dimensione delle foglie: larghezza 4 – 6 mm; lunghezza 15 – 25 mm.

### Infiorescenza

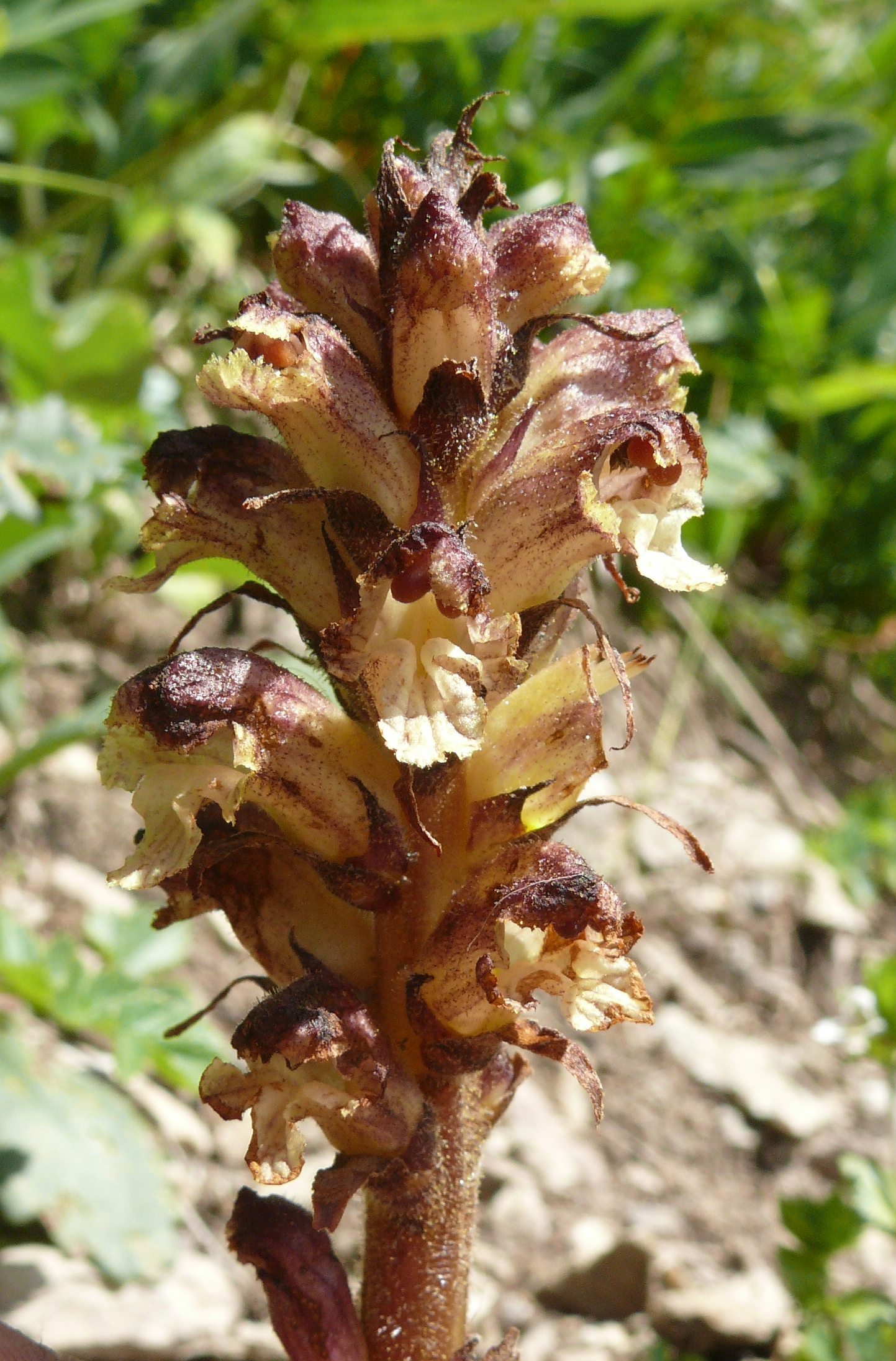
Infiorescenza

Le infiorescenze è a forma di spiga o racemo interrotto (i fiori sono distanziati) mentre l'apice è tronco. Le brattee dell'infiorescenza sono del tipo triangolare. Dimensione dell'infiorescenza: larghezza 3 – 4 cm; lunghezza 8 – 16 cm. Dimensione delle brattee: larghezza 4 – 5 mm; lunghezza 11 – 13 mm.

### Fiore
I fiori sono ermafroditi, zigomorfi (del tipo bilabiato), tetrameri, ossia con quattro verticilli (calice – corolla - androceo – gineceo) e pentameri (la corolla è a 5 parti, mentre il calice anch'esso a 5 parti spesso è ridotto). In questa specie i fiori alla base sono avvolti da 3 elementi: in posizione centrale è presente una brattea; su entrambi i lati è presente una lacinia calicina profondamente bifida (non sono presenti le bratteole). Lunghezza totale del fiore: 18 – 25 mm.
- Formula fiorale: per questa pianta viene indicata la seguente formula fiorale:[7]

X, K (4/5), [C (2+3), A 2+2], G (2), (supero), capsula
- Calice: il calice è gamosepalo a 3 parti, ossia quattro sepali saldati 2 a 2 tipo lacinie ben separate o collegate alla base, più una brattea centrale. Dimensione del calice: 7 – 12 mm.
- Corolla: la corolla, di tipo personato, è simpetala e consiste in un tubo cilindrico terminante in un lembo bilabiato; dei due labbri quello superiore è bilobo, mentre quello inferiore è trilobato con lobi subuguali; i bordi dei lobi sono crenati. La superficie della corolla è subglabra, ed è colorata di rosso-purpureo con tonalità più scure sul dorso e all'apice; internamente è opaca. Dimensione della corolla: 18 – 22 mm.
- Androceo: l'androceo possiede quattro stami didinami (due grandi e due piccoli). I filamenti sono glabri e sono inseriti a 2 – 3 mm dalla base della corolla. Le antere, glabre, sono disposte trasversalmente e sono provviste di due logge più o meno uguali. Le sacche polliniche hanno l'estremità inferiore a forma di freccia.[8]
- Gineceo: l'ovario è supero formato da due (o tre) carpelli ed è uniloculare; le placente sono due o quattro di tipo parietale, a volte unite al centro e portanti un numero molto elevato di ovuli. Lo stilo è del tipo filiforme; lo stigma è capitato o del tipo a 2 - 4 lobi ed è colorato di purpureo.
- Fioritura: da maggio a luglio (settembre).

### Frutti
Il frutto è una capsula loculicida a forma più o meno ovoidale. I semi, molti e minuti dalle dimensioni quasi microscopiche, contengono un embrione rudimentale indifferenziato e composto da poche cellule; sono colorati di nero. Lunghezza della capsula: 7 – 12 mm.

## Riproduzione
- Impollinazione: l'impollinazione avviene tramite insetti (impollinazione entomogama).
- Riproduzione: la fecondazione avviene fondamentalmente tramite l'impollinazione dei fiori (vedi sopra).
- Dispersione: i semi cadendo a terra sono successivamente dispersi soprattutto da insetti tipo formiche (disseminazione mirmecoria).

## Biologia
Queste piante non contengono clorofilla per cui possiedono organi specifici per nutrirsi della linfa di altre piante. Le loro radici infatti sono provviste di uno o più austori connessi alle radici ospiti per ricavare sostanze nutritive. Inoltre il parassitismo di Orobanche reticulata è tale per cui anche i semi per germogliare hanno bisogno della presenza delle radici della pianta ospite; altrimenti le giovani piantine sono destinate ad una precoce degenerazione.
In genere questa pianta è parassita delle specie dei seguenti generi: Carduus, Cirsium, Carlina (famiglia Asteraceae) e Scabiosa, Knautia (famiglia Dipsacaceae) .

## Distribuzione e habitat

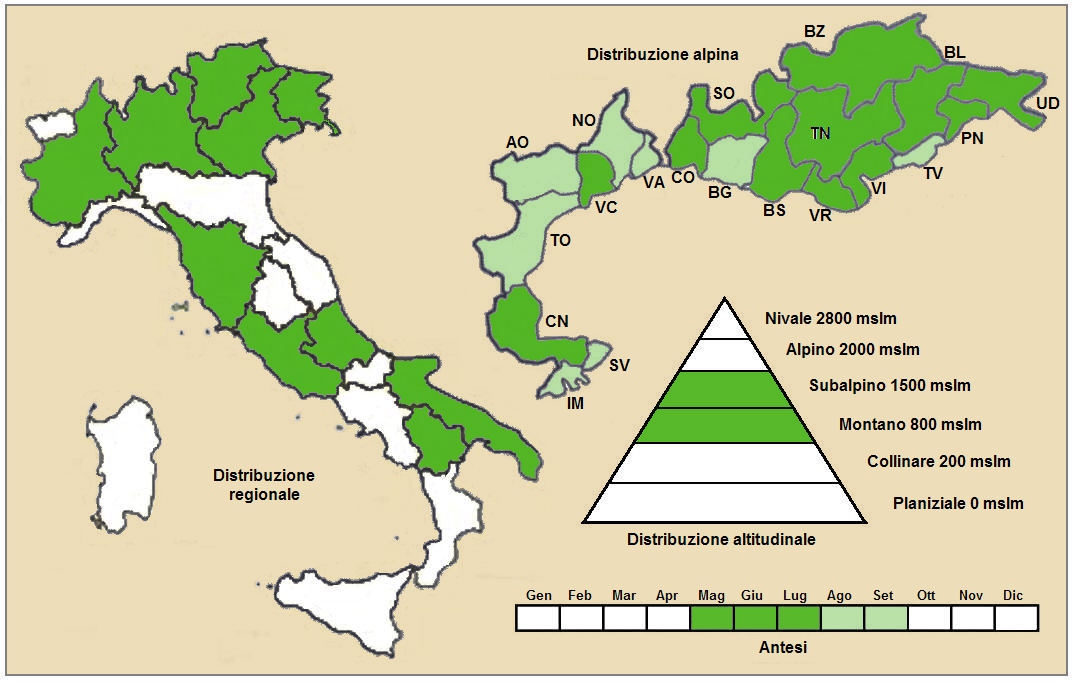
Distribuzione della pianta
(Distribuzione regionale – Distribuzione alpina)

- Geoelemento: il tipo corologico (area di origine) è Centro Europeo o anche Eurosiberiano.
- Distribuzione: in Italia è una specie rara ed ha una distribuzione discontinua su tutto il territorio comprese le Alpi. Fuori dall'Italia, sempre nelle Alpi, questa specie si trova in Francia (dipartimenti di Hautes-Alpes, Alpes-Maritimes, Drôme, Savoia e Alta Savoia), in Svizzera (cantoni Berna, Vallese, Ticino e Grigioni), in Austria (Länder del Vorarlberg, Tirolo Settentrionale, Tirolo Orientale, Salisburgo, Carinzia, Stiria, Austria Superiore e Austria Inferiore) e in Slovenia. Sugli altri rilievi europei collegati alle Alpi si trova nei Vosgi, Massiccio del Giura, Massiccio Centrale, Pirenei, Monti Balcani e Carpazi.[13] Nel resto dell'Europa è presente ovunque. Si trova anche in Transcaucasia, in Anatolia e nel Magreb occidentale.[14]
- Habitat: l'habitat tipico per queste piante sono le zone nelle quali sono presenti le piante ospiti (vedi paragrafo "Biologia"); ma anche i ghiaioni, le pietraie, i ruderi, le praterie rase, i prati e i pascoli dal piano montano a quello subalpino. Il substrato preferito è calcareo con pH basico, medi valori nutrizionali del terreno che deve essere umido.[13]
- Distribuzione altitudinale: sui rilievi queste piante si possono trovare da 500 fino a 1500  m s.l.m.; frequentano quindi i seguenti piani vegetazionali: montano e subalpino.

### Fitosociologia
Dal punto di vista fitosociologico Orobanche reticulata appartiene alla seguente comunità vegetale:
Formazione: delle comunità a emicriptofite e camefite delle praterie rase magre secche
Classe: Festuco-Brometea.
Ma anche:
Formazione: delle comunità delle praterie rase dei piani subalpino e alpino con dominanza di emicriptofite
Classe: Elyno-Seslerietea variae
Ordine: Seslerietalia variae
Alleanza: Seslerion variae.

## Tassonomia
La famiglia di appartenenza della specie (Orobanchaceae) comprende soprattutto piante erbacee perenni e annuali semiparassite (ossia contengono ancora clorofilla a parte qualche genere completamente parassita) con uno o più austori connessi alle radici ospiti. È una famiglia abbastanza numerosa con circa 60 - 90 generi e oltre 1700 - 2000 specie (il numero dei generi e delle specie dipende dai vari metodi di classificazione) distribuiti in tutti i continenti.
La classificazione del genere Orobanche è problematica in quanto le varie specie differiscono una dall'altra per piccoli caratteri soprattutto nella forma del calice-corolla e per i vari colori delle parti floreali che presto tendono al bruno appena la pianta "entra" nel secco. Molte specie hanno una grande specificità dell'apparato radicale per cui una possibile distinzione è possibile tramite l'individuazione della pianta parassitata (vedi il paragrafo "Biologia").

### Filogenesi
Secondo una recente ricerca di tipo filogenetico la famiglia Orobanchaceae è composta da 6 cladi principali nidificati uno all'interno dell'altro. Il genere Orobanche si trova nel terzo clade (relativo alla tribù Orobancheae) insieme ai generi Boschniakia C. A. Mey. ex Bong. 1833, Cistanche Hoffmans. & Link 1809, Conopholis
Wallr.1825, Epifagus Nutt. 1818, Eremitilla Yatsk. & J. L. Contr., 2009, Kopsiopsis (Beck) Beck 1930, Mannagettaea Harry Sm.
1933. Orobanche è monofiletico e rappresenta il core del clade ed è “gruppo fratello” del genere Mannagettaea e quindi di tutto il resto del gruppo.
All'interno del genere Orobanche la specie Orobanche reticulata appartiene alla sezione Orobanche L. caratterizzata soprattutto dalla forma del calice a tre parti ossia quattro sepali saldati 2 a 2 tipo lacinie ben separate o collegate alla base, più una brattea. L'altra sezione presente in Italia (Trionychon Wallr.) è caratterizzata dal calice diviso in 5 parti: in posizione centrale è presente una brattea, mentre su entrambi i lati sono presenti una bratteola lineare e una lacinia calicina profondamente bifida.

### Variabilità
Orobanche reticulata è una specie variabile. Sandro Pignatti nella "Flora d'Italia" descrive le seguenti due sottospecie (non riconosciute da altre checklist) la cui presenza in Italia è da verificare:
- subsp. reticulata: il colore della corolla è giallastro alla base, verso l'apice è colorata di purpureo o violetto intenso; tutta la superficie della corolla è ricoperta da abbondanti peli ghiandolari scuri; gli stami, sotto le antere, sono pubescenti per peli ghiandolari. Distribuzione: area alpina e prealpina.
- subsp. pallidi-flora (Wimm. et Grab.) Hayek: il colore della corolla è biancastro o giallastro, sui bordi è soffusa di lilla; sulla corolla sono presenti dei peli ghiandolari scuri ma sparsi; la pubescenza degli stami è formata da pochi peli ghiandolari, oppure sono glabri. Distribuzione: area prealpina bassa.

### Sinonimi
Questa entità ha avuto nel tempo diverse nomenclature. L'elenco seguente indica alcuni tra i sinonimi più frequenti:
- Orobanche platystigma subsp. reticulata (Wallr.) P. Fourn.
- Orobanche antirrhina  Reut.
- Orobanche carlinoidis  Miégev.
- Orobanche chrysacanthi  Maire
- Orobanche deucalion  Rchb. f.
- Orobanche leucantha  Griseb.
- Orobanche pallidiflora  Wimm. & Grab.
- Orobanche platystigma  Rchb.
- Orobanche procera  W. D. J. Koch
- Orobanche platystigma subsp. pallidiflora  (Wimm. & Grab.) P. Fourn.
- Orobanche reticulata subsp. pallidiflora  (Wimm. & Grab.) Hayek
- Orobanche reticulata subsp. procera  (W. D. J. Koch) Dostál

## Altre notizie
L'orobanche reticolata in altre lingue è chiamata nei seguenti modi:
- (DE)  Distel-Sommerwurz o Distel-Würger
- (FR)  Orobanche réticulée
- (EN)  Thistle Broomrape